# Жирновское городское поселение (Волгоградская область)
Жирно́вское городско́е поселе́ние — муниципальное образование в составе Жирновского района Волгоградской области России.
Административный центр — город Жирновск.

## История
Жирновское городское поселение образовано 21 февраля 2005 года в соответствии с Законом Волгоградской области № 1009-ОД.
Решением исполкома Сталинградского облсовета от 10 июня 1954 года Жирновский сельский Совет депутатов трудящихся был преобразован в  Жирновский поселковый Совет депутатов трудящихся. Указом Президиума Верховного Совета РСФСР
от 08 января 1958 года рабочий посёлок Жирновский преобразован в город районного подчинения с присвоением ему наименования город Жирновск; поселковый Совет преобразован в Жирновский городской Совет депутатов
трудящихся. С 1974 года — Жирновский городской Совет народных депутатов.

## Население
| 2009    | 2010    | 2012    | 2013    | 2014    | 2015    | 2016    |
| ------- | ------- | ------- | ------- | ------- | ------- | ------- |
| 16 281  | ↗16 872 | ↘16 681 | ↘16 569 | ↘16 414 | ↘16 247 | ↘16 060 |
| 2017    | 2018    | 2019    | 2020    | 2021    |         |         |
| ↘15 872 | ↘15 680 | ↘15 516 | ↘15 475 | ↗15 555 |         |         |

## Состав городского поселения
| № | Населённый пункт | Тип населённого пункта        | Население |
| - | ---------------- | ----------------------------- | --------- |
| 1 | Жирновск         | город, административный центр | ↗15 555   |